# Железнов, Леопольд Абрамович
Леопольд Абрамович Железнов (настоящая фамилия — Айзенштадт; 1905 — 1988) — советский военный корреспондент и журналист, подполковник.

## Биография
По рекомендации Марии Ильиничны Ульяновой становится журналистом «Ленинградской правды». Готовил статьи и программные речи для секретаря Ленинградского губернского комитета ВКП(б) С. М. Кирова. В 1927 женился на Мариам Соломоновне Казаринской. После переезда в Москву сотрудник «Правда». С начала Великой Отечественной войны на передовой в качестве военного корреспондента. Затем главный редактор «Иллюстрированной газеты», газет «Фронтовая иллюстрация» и «Красноармейская иллюстрированная газета», сотрудничал с редакцией «Эйникайт». После ареста жены по делу ЕАК добился проведения в Министерстве обороны юридической экспертизы законного получения ей наградных списков, однако та всё равно была расстреляна. Сам он был снят с должности главного редактора и получил выговор по партийной линии «за потерю бдительности». Будучи ответственным секретарём журнала «Юность», принял участие в подготовке к печати романа «Бабий Яр».

## Семья
- Жена — Мирра Соломоновна Железнова.
  - Дочь — Надежда Леопольдовна Железнова.
  - Внучки — Мира Борисовна Бергельсон; Вера Борисовна Бергельсон.